# Episodi di Skam Italia (prima stagione)
La prima stagione di Skam Italia comprende undici episodi e vede come protagonista Eva Brighi. Altri personaggi ricorrenti sono le sue amiche Eleonora, Silvia, Federica e Sana. La trama parla della sua relazione con Giovanni e della strada che ha dovuto percorrere per farsi notare e trovare un posto nel liceo.
| Nº | Titolo originale                         | Pubblicazione Italia |
| -- | ---------------------------------------- | -------------------- |
| 1  | Sembri una putt*na                       | 29 marzo 2018        |
| 2  | Sei uno str**zo                          | 4 aprile 2018        |
| 3  | Una festa in cui nessuno ti vuole        | 14 aprile 2018       |
| 4  | Il tuo ragazzo lo sa che ci scriviamo?   | 20 aprile 2018       |
| 5  | Cosa ti eccita?                          | 28 aprile 2018       |
| 6  | Laura mi ha detto tutto                  | 5 maggio 2018        |
| 7  | Ho fatto un casino                       | 11 maggio 2018       |
| 8  | Lo sanno tutti a scuola                  | 18 maggio 2018       |
| 9  | Se vi faccio a tutti così schifo         | 25 maggio 2018       |
| 10 | Perché mi hai fatto una cosa del genere? | 1º giugno 2018       |
| 11 | Una scelta stupida                       | 8 giugno 2018        |

## Sembri una putt*na
Eva e Giovanni sono fidanzati e si sono trasferiti dalla succursale alla sede del loro liceo. La loro classe è stata smistata e così Eva, Giovanni e due dei loro migliori amici, Martino ed Elia, hanno cambiato sezione.
Sabato 24 marzo 2018, ore 20:23, "Online": Eva è a casa da sola perciò scrive a Giovanni per chiedergli se vuole andare a casa sua per cena. Giovanni è online su WhatsApp, ma non risponde. All’improvviso Martino chiama Eva e lei gli chiede se è con Giovanni da Elia, ma Martino le risponde che sono andati via ormai da due ore. Mentre i due parlano, Giovanni arriva a casa di Eva ed incominciano una discussione. Subito dopo però chiariscono.
Martedì 27 marzo 2018, ore 07:51, "Psicomatta": Eva e Giovanni stanno andando a scuola quando Eva gli chiede se vuole andare alla festa di Pasqua organizzata dalla scuola. Giovanni all’inizio rifiuta, poi però scendono a un compromesso: Giovanni andrà con lei alla festa se Eva permetterà a Martino di andare con loro al lago. In quell'istante vengono raggiunti da Martino il quale ricorda a Giovanni che il giorno della festa ci sono i quarti di finale di calcetto. Eva si arrabbia e prosegue da sola.
Mercoledì 28 marzo 2018, ore 22:01, "Pu**ana": Eva è sul letto che guarda dei video su Facebook quando vede la foto di Laura, la sua ex migliore amica, che si diverte alla festa di Pasqua; decide così di raggiungerla per parlarle. Arrivata alla festa la cerca ma Laura non vuole saperne e le dice che sembra una pu***na. Eva, rimanendoci male, incomincia a piangere, ma inaspettatamente interviene una ragazza che Eva non ha mai visto prima: Eleonora, una nuova studentessa del liceo. Amichevolmente suggerisce a Eva di andare in bagno per sistemarsi il trucco sbavato. Lì Eva sente una ragazza piangere (Silvia), cerca di aiutarla e si offre di trovare la sua amica, Fede. Purtroppo Eva pensando che Fede sia il diminutivo per Federico si sbaglia e porta uno sconosciuto da Silvia, la quale ha trovato la vera Fede (Federica). Accortasi della figuraccia appena fatta e rimanendo turbata dalle avances un po’ spinte di Federico, Eva abbandona la festa e torna a casa.

## Sei uno str**zo
Venerdì 30 marzo 2018, ore 21:12: Eva sta cenando con i suoi genitori quando ricorda loro che per Pasquetta non sarà a casa, ma con le sue amiche, Laura e Sara. In realtà Eva non è più loro amica, ma nasconde la verità ai genitori per poterla usare come scusa per andare al lago con Giovanni, il suo ragazzo segreto. Nel frattempo Eva invia la richiesta d'amicizia su Facebook a Eleonora, la ragazza che aveva incontrato alla festa di Pasqua. Scorrendo nella home page nota che Laura ha messo "mi piace" a un post di Giovanni ed inizia ad insospettirsi.
Sabato 31 marzo, ore 14:43: Giovanni ed Eva sono nella casa sul lago intenti a fare l'amore quando improvvisamente vengono interrotti da un imbarazzato Martino, piombato in casa ore prima del previsto; mentre Giovanni rimprovera Martino per essere arrivato troppo presto, Eva controlla il cellulare di Giovanni e nota che gli è arrivato un messaggio da parte di Laura.
Domenica 1 aprile 2018, ore 11:17: Giovanni e Martino stanno giocando a Risiko, mentre Eva sta leggendo un libro. Giovanni, accortosi che Eva è profondamente annoiata e scocciata, propone di cambiare gioco, optano perciò per "obbligo o verità". Nel mentre del gioco, Eva chiede a Giovanni quando è l'ultima volta che ha detto una bugia e lui risponde con nonchalance: la mattina precedente. Quando Eva gli chiede di che bugia si tratta, lui risponde, un po' esitante, di aver detto a sua mamma che sarebbe andato al lago con Martino, omettendo la presenza di Eva, ma la ragazza non sembra convinta della risposta del fidanzato. Un rumore sospetto proveniente dal di fuori della casa interrompe i ragazzi che impauriti escono per vedere cosa stia succedendo. Dopo un attimo di suspense scoprono che il rumore è stato provocato da Elia, l'altro migliore amico di Giovanni, che voleva far loro uno scherzo. Eva non sembra gradire particolarmente la sorpresa.
Lunedì 2 aprile 2018, ore 17:36: Giovanni, Eva, Martino ed Elia sono seduti sulla spiaggia del lago con un paio di birre e una chitarra e dopo aver cantato "Gaetano" di Calcutta, a Giovanni squilla il cellulare. Il ragazzo dice che deve tornare a Roma perché il fratellino è rimasto fuori casa. Eva è infastidita e scocciata, ma Giovanni parte immediatamente per Roma insieme a Elia lasciando Eva e Martino lì. La ragazza è sempre più arrabbiata.
Lunedì 2 aprile 2018, ore 21:45: Eva prova a contattare Giovanni, ma non risponde e neanche Elia. Nel frattempo la ragazza, sempre più sospettosa, chiede a Martino se Giovanni ultimamente stia vedendo Laura; Martino, in difficoltà, dice di non sapere niente. Dopo cena i due parlano e Martino, inaspettatamente, domanda a Eva com'è Giovanni a letto. Lei, spiazzata dalla domanda, risponde frettolosamente che non sono cose che lo riguardano, ma Martino rivela a Eva che Giovanni gli racconta tutto riguardo alle loro avventure "proibite"; Eva si mette a ridere imbarazzata, dopodiché si fa tardi e mentre continuano ad aspettare Giovanni ed Elia, Eva e Martino si addormentano insieme sul divano.
Martedì 3 aprile 2018, ore 09:18: Giovanni ed Elia tornano alla casa sul lago, ma Eva è arrabbiata con Giovanni. I due fidanzati hanno una discussione accesa durante la quale la ragazza gli rinfaccia il fatto di aver invitato i suoi amici, trascurando di conseguenza lei, alla quale aveva promesso un weekend da soli. Inoltre Eva chiede a Giovanni perché stia chattando con Laura, ma il ragazzo le assicura che i messaggi sono dovuti al fatto che lui ha prestato un DVD a Laura che adesso rivuole indietro. Eva, non fidandosi, chiede a Giovanni di farle vedere i messaggi, ma il ragazzo oppone resistenza cosicché Eva, infuriata e delusa, si incammina da sola tra la vegetazione fino a raggiungere il lago. I suoi pensieri sono però interrotti bruscamente dal suono del suo telefono che l'avverte che Eleonora Sava ha appena accettato la sua richiesta d'amicizia.

## Una festa in cui nessuno ti vuole
Venerdì 6 aprile 2018, ore 21:52: 
Eva è insieme a Giovanni. Il ragazzo la implora di far pace, ma lei continua a rinfacciargli di tenere più ai suoi amici che a lei. Giovanni ammette di aver bisogno di stare anche con i suoi amici e le suggerisce di fare altrettanto, proponendole di socializzare con alcune ragazze della scuola. Eva è riluttante in quanto non sente alcun'affinità con le sue compagne di classe; Giovanni però insiste sul fatto che lei meriti delle amiche perché è una persona speciale con la quale si sta bene insieme. Così facendo i due ragazzi si baciano e fanno pace.
Sabato 7 aprile 2018, ore 15:58: 
Eva è a casa intenta a bere un tè sul divano. Accende il computer ed entra su Messenger nella chat con Eleonora: vuole scriverle qualcosa, ma non sa cosa. Dopo vari tentativi, accidentalmente, invia un messaggio vocale per lo più vuoto. Accortasi della figuraccia si scusa e invia un'emoji animata di un pollo. Eleonora visualizza all'istante, rispondendo semplicemente con un pollice all'insù. Eva ne rimane un po' delusa.
Lunedì 9 aprile 2018, ore 13:15:
Eva è nel corridoio della scuola quando viene fermata dai due tipi strani del teatro, i quali la invitano a partecipare alle prove dello spettacolo. Eva è completamente disinteressata perciò tenta di accampare scuse, senza però essere convincente. In suo aiuto accorre Eleonora che finge una crisi isterica solo per far allontanare i due ragazzi. Eva ringrazia Eleonora e per cercare di iniziare una conversazione domanda alla ragazza il motivo del suo trasferimento a metà anno; Eleonora risponde con una battuta che lascia Eva un po' interdetta perciò, per cambiare discorso, dice di essere in debito con lei. Eleonora le risponde che basta che la smetta di inviarle emoji di polli. Le due ragazze si allontanano insieme ridendo.
Martedì 10 aprile 2018, ore 12:03: È l'intervallo ed Eva si trova in corridoio insieme a Martino e Giovanni i quali sono intenti a ripassare storia. A un certo punto arrivano le due ragazze che Eva aveva conosciuto in bagno durante la festa di Pasqua. Silvia offre a Eva un regalo che ha comprato durante la sua vacanza negli Stati Uniti, mentre Federica è intenta a leccare insistentemente il cucchiaio con il quale sta mangiando uno yogurt, mentre fissa Martino. Silvia per sdebitarsi invita Eva al diciottesimo di Rocco Martucci e dopo qualche resistenza, Eva accetta l'invito.
Giovedì 12 aprile 2018, ore 12:10: Eva è in cortile con Eleonora quando vengono raggiunte da Silvia e dopo qualche minuto anche da Federica e un'altra ragazza che si presenta come Sana. Silvia propone di vedersi venerdì sera al bar per bere qualcosa e poi andare alla festa di Martucci; è però titubante nei confronti di Sana poiché è musulmana ed indossa l'hijab, ma Sana non se la prende e risponde alle perplessità di Silvia con delle battute che fanno scoppiare dal ridere tutte le ragazze.
Venerdì 13 aprile 2018, ore 20:17: Eva, Eleonora, Sana, Silvia e Federica sono al bar. Parlando viene fuori che Silvia non è mai stata invitata alla festa, così le ragazze decidono di non provare nemmeno a imbucarsi, ma Silvia non sembra desistere e il motivo è Edoardo, il ragazzo più figo della scuola, di cui Silvia è innamorata. Sana si propone di aiutare Silvia per far sì che Edoardo la noti e ci parli, ma per farlo deve seguire i suoi consigli, tra i quali c'è anche quello di non imbucarsi più alle feste. Le ragazze perciò decidono di lasciare perdere il compleanno di Rocco Martucci e di andare a divertirsi in un altro locale lì vicino.

## Il tuo ragazzo lo sa che ci scriviamo?
Lunedì 16 aprile, ore 17:35:
Eva è sdraiata insieme a Giovanni sul letto, i due parlano, ma improvvisamente la mamma di Eva torna a casa. Eva non ha mai raccontato ai suoi genitori di Giovanni, perciò lui è costretto a fuggire dalla finestra mezzo nudo.
Martedì 17 aprile 2018, ore 14:12: 
È la fine delle lezioni, Eva si incammina verso casa, ma viene fermata davanti a scuola da Silvia che la invita a studiare al bar. Poco dopo le raggiungono Federica e Sana; quest'ultima rimprovera Silvia di non rispettare i suoi consigli, ma lei la ignora e comincia ad agitarsi perché Edoardo e i suoi amici stanno passando proprio di lì. Tutte le ragazze si girano a fissarli. Il gruppo passa a pochi centimetri da loro, ignorandole completamente, fatta eccezione per Federico, lo sconosciuto della festa di Pasqua, nonché migliore amico di Edoardo, che saluta Eva con fare malizioso. Le ragazze sono sorprese, e Sana con il cellulare di Eva inizia a seguirlo su Instagram e mettergli like alle foto, così d'avere delle chances di essere invitate alle loro feste.
Mercoledì 18 aprile 2018, ore 14:20:
Eva, Martino e Giovanni sono sull'autobus. Giovanni, scherzando, dice a Martino che Eva ha paura di fargli conoscere i suoi genitori, la ragazza risponde che non è vero e per dimostrarlo lo invita a cena. Mentre stanno parlando, ad Eva arriva una notifica di Instagram: Federico le ha scritto. I due si scambiano qualche messaggio. Giovanni, vedendola distratta, le chiede con chi stia chattando e lei, mentendo, risponde Eleonora.
Giovedì 19 aprile 2018, ore 15:20: 
Eva arriva al bar dove Eleonora, Federica, Sana e Silvia stanno studiando. Per la gioia di tutte Eva è stata invitata da Federico alla grigliata dei ragazzi di Villa, il gruppo di Edoardo. Federico dopo aver scritto ad Eva di invitare delle amiche le chiede di portare anche dell'erba. Le ragazze non sanno che fare perché non hanno la benché minima idea di dove comprarla, ma allo stesso tempo non vogliono fare la figura delle sfigate presentandosi senza. Nel frattempo Giovanni scrive ad Eva per avere conferma della cena, ma Eva gli dà buca, dicendogli che deve andare a una festa. Giovanni ci rimane male.
Venerdì 20 aprile 2018, ore 20:27: 
Le ragazze si recano alla grigliata con delle bottiglie di vino. Ad aprire la porta c'è Federico che le presenta ad Edoardo e le fa accomodare. Alla festa ci sono pure Sara e Laura. Eva, preoccupata che Federico possa provarci con lei davanti alle sue ex migliori amiche, si fa promettere da Eleonora di non abbandonarla durante l'intera serata. Silvia sta ballando quando Edoardo le si avvicina e, con lo stupore delle ragazze che osservano la scena dal divano, i due cominciano a baciarsi e poco dopo lui la prende per mano e la porta al piano di sopra. Nel frattempo Sana si allontana per prendere da bere, mentre Eleonora risponde a una telefonata urgente. Eva rimane sola sul divano; Federico approfitta della situazione e le si siede di fianco. Eva, imbarazzata, dice di essere fidanzata e lui molto ironicamente le domanda se il suo fidanzato sa che si scrivono. La ragazza, esitante, risponde di sì, ma Federico non se la beve. La conversazione viene interrotta dalle urla di Laura e Sara alle quali Sana ha lanciato addosso una bevanda. Scoppia il caos: Edoardo esce dalla sua stanza di corsa, Federico aizza la lite e Sana scappa via seguita da Eleonora, Eva, Federica e da una frastornata e ignara Silvia.

## Cosa ti eccita?
Sabato 21 aprile 2018, ore 15:58: 
Giovanni sta giocando a calcetto con i suoi amici quando li raggiunge Eva. I ragazzi cominciano ad ironizzare sulla nuova abitudine di Eva di andare alle feste e Martino prende in giro le sue amiche. Giovanni, vedendo la fidanzata rimanerci male, le propone di allontanarsi per parlare da soli. Tra i due qualcosa sembra non andare come dovrebbe, ma, apparentemente, nessuno dei due vuole affrontare la questione. Eva si scusa per aver rimandato la cena e se ne va.
Lunedì 23 aprile 2018, ore 13:20: 
Eva, Silvia, Sana e Eleonora sono sull'autobus. Le ragazze chiedono a Sana cosa l'ha spinta a reagire in quel modo alla festa, ma lei non risponde. Silvia, insiste in quanto, a suo dire, sarebbe colpa di Sana e della sua scenata, se quella sera non è andata a letto con Edoardo, ma Sana le risponde che dovrebbe solo ringraziarla e scende dall'autobus. Ad un certo punto Edoardo invia un messaggio a Silvia nel quale le chiede di vedersi. Silvia emozionata è sicura che in quell'occasione farà sesso con Edoardo, perciò chiede ad Eleonora e Eva di prestarle la pillola. Le due ragazze rispondono che non la prendono perciò si offrono di accompagnare l'amica al consultorio per farsela prescrivere.
Mercoledì 25 aprile 2018, ore 11:45:
Eva viene svegliata da sua mamma nonostante sia giorno di festa. La madre cerca di interessarsi alla vita della figlia, ma Eva non le dà la possibilità di farlo, anzi si arrabbia e le fa capire di essere troppo invadente. La madre, in difficoltà, si arrabbia a sua volta e rinfaccia alla figlia di non poter parlare di nulla con lei. Eva, accortasi di aver esagerato, richiama sua mamma e si scusa; le confessa di non frequentare più Sara e Laura e di avere un ragazzo. La madre sembra gradire la notizia e le suggerisce di invitarlo a cena.
Giovedì 26 aprile 2018, ore 14:15: 
Eva e Giovanni si stanno baciando davanti alla scuola, quando vengono interrotti da Eleonora la quale ricorda ad Eva dell'appuntamento con Silvia al consultorio. Prima di andare Eva ricorda a Giovanni della cena e che non può fare brutta figura. La scena passa a Silvia nervosa in sala d'attesa che viene raggiunta da Eleonora, Eva e Federica. Quest'ultima le informa che Sana le ha invitate all'inaugurazione di un ristorante, ma Silvia, ancora arrabbiata con Sana, dice di non poter andare. È il turno di Silvia; essendo imbarazzata, Eleonora fa le sue veci e spiega che Silvia vorrebbe prendere la pillola. Siccome l'appuntamento con Edoardo è troppo imminente, la pillola non avrebbe effetto perciò Silvia ed Edoardo saranno costretti ad usare il preservativo. Inoltre Silvia implora Eva di lasciarle usare casa sua per l'occasione e dopo un po' d'incertezza Eva accetta.
Sabato 28 aprile 2018, ore 19:47: 
Le ragazze, eccetto Sana, sono a casa di Eva. È il giorno dell'appuntamento con Edoardo e Silvia è preoccupata di sentire male perciò chiede consiglio alle sue amiche che la rassicurano dicendole che se sarà eccitata non sentirà alcun dolore. La mamma di Eva dice che è ora di andare così le ragazze se ne vanno. Mentre Eva si trucca per la cena con Giovanni, suona il campanello: è Edoardo. La madre, pensando sia il fidanzato della figlia, si presenta insieme al marito. Per fortuna Eva interviene in tempo e dice che Edoardo è il ragazzo di Silvia e che lei se ne è appena andata; Silvia, nascosta al piano di sopra, lo chiama per spiegarli tutto. Nel frattempo, mentre Eva e i suoi genitori sono sul punto di uscire per recarsi al ristorante, Giovanni invia un messaggio vocale nel quale afferma di non poter andare alla cena. Eva, preoccupata, chiama il fidanzato il quale le riferisce di non poter andare perché deve aiutare suo padre in un lavoro, ma mentre sta parlando, Eva sente la voce di Laura chiamare Giovanni. La ragazza, chiede chi sia, ma Giovanni risponde che è sua mamma e riattacca in fretta e furia. Eva ha la conferma che Giovanni le sta nascondendo qualcosa.

## Laura mi ha detto tutto
Martedì 1 maggio 2018, ore 15:42: 
Eva si incontra con Martino. Il ragazzo si accorge subito che c'è qualcosa che non va e Eva gli confessa che ha paura che Giovanni si stia vedendo con Laura. Martino ricorda ad Eva che una relazione deve basarsi sulla fiducia e che se essa manca l'unica soluzione è lasciarsi. Eva sembra però un attimo titubante, perciò Martino le propone di chiedere direttamente a Laura così da levarsi i dubbi.
Mercoledì 2 maggio 2018, ore 13:22:
Eleonora, Eva e Silvia sono davanti alla scuola. Silvia racconta che è stato stupendo fare sesso con Edoardo, però parlando salta fuori che non hanno usato il preservativo. Ad un certo punto Edoardo esce di scuola con i suoi amici, Silvia lo saluta, ma lui non ricambia e fa finta di non averla vista. Si avvicina però Federico che le invita al suo diciottesimo al quale riferiscono che ci saranno. Qualche attimo dopo arriva davanti a scuola una minicar con la musica a tutto volume: al volante c'è Sana con a fianco Federica. Eva, Eleonora e Sana spronano Silvia a salire in macchina, la ragazza si lascia convincere, dimenticando, apparentemente, il dissidio avuto con Sana qualche giorno prima. 
Giovedì 3 maggio 2018, ore 18:32: 
Eva girovaga per il centro di Roma cercando di riflettere sulla sua relazione con Giovanni. Il ragazzo intanto la tempesta di messaggi e telefonate alle quali però la ragazza non risponde. Alla fine Eva gli invia un audio nel quale dice di essere arrabbiata perché lui si vede con Laura, ma Giovanni continua ad insistere che quella voce era di sua madre. Eva, stufa delle bugie del fidanzato, dice di volerlo lasciare. Giovanni non accetta la decisione e dopo qualche minuto la raggiunge. I due discutono, ma alla fine si abbracciano e si baciano, facendo pace. 
Venerdì 4 maggio 2018, ore 10:13: 
A ricreazione le ragazze discutono su cosa possono regalare a Federico per il suo compleanno. Silvia vorrebbe chiedere un consiglio a Edoardo, ma ammette che non si sono più scritti dall'ultima volta che si sono visti. La ragazza non è preoccupata in quanto è sicura che Edoardo sia innamorato di lei. Sana, senza giri di parole, smonta tutti i sogni ad occhi aperti della sua amica, spiegandole che Edoardo non è affatto innamorato di lei e che tutto quello che poteva ottenere da lui, lo ha già ottenuto. Silvia arrabbiata se ne va, rivolgendo a Sana l'appellativo di str**a.
Sabato 5 maggio 2018, ore 21:45: 
Le ragazze ballano e si divertono alla festa di Federico. Ad un tratto Silvia vede Edoardo baciarsi con Sara, rimanendoci molto male. Eva vede Laura e in un impeto di rabbia mista a disperazione, si precipita da lei per chiederle se sabato si sia vista con Giovanni. Laura risponde di sì e Eva scappa piangendo. Invia un audio al fidanzato dicendogli che è finita perché Laura le ha detto tutto. Dopo un po' viene raggiunta da Federico che, molto dolcemente, la consola dicendole che è una delle ragazze più interessanti che abbia mai incontrato. Eva si lascia trascinare dalle belle parole e finisce per baciarlo. Un istante dopo arriva Alice, che si presenta come la fidanzata di Federico. Il ragazzo, per cercare di non far insospettire la fidanzata, dice che Eva si è appena lasciata con il ragazzo e che ha bisogno di conforto e di consigli che una ragazza è sicuramente più in grado di lui di dare; perciò Alice si avvicina ad Eva per consolarla. Eva si sente in colpa e decide di tornarsene a casa.
Sabato 5 maggio 2018, ore 23:13: 
Eva arriva a casa ma all'ingresso si è appostato Giovanni. Lui per non perdere Eva decide di raccontarle tutta la verità. Confessa alla ragazza che ultimamente ha frequentato la casa di Laura, non per vedere lei, ma suo fratello, Dario, in quanto quest'ultimo vende l'erba. Eva è delusa perché Giovanni le aveva promesso che avrebbe smesso con le droghe. Il ragazzo le chiede sinceramente scusa per tutte le volte che le ha mentito e l'assicura nuovamente che con Laura non c'è nulla e afferma di soffrire del fatto che Eva non si fidi di lui perché lui invece si fida ciecamente di lei. Infine Giovanni le promette che non le farà più del male dopodiché si abbracciano e fanno pace. Eva però sa di aver combinato un guaio.

## Ho fatto un casino
Lunedì 7 maggio 2018, ore 10:06: 
Le ragazze sono in cortile per la ricreazione. Silvia sta parlando e contemporaneamente stacca pezzi del suo pranzo; Eleonora, preoccupata, le chiede cosa stia facendo e Silvia le risponde che sta togliendo le parti grasse. Eleonora, molto pacatamente, cerca di far capire all'amica che non può smettere di mangiare; così Silvia, con qualche esitazione, mangia. Poi le chiede come si sia sentita dopo aver visto Edoardo baciarsi con Sara, ma la ragazza risponde che non c'è alcun problema poiché quella sera tutti si sono baciati con tutti. Viene fuori che pure Federico si è baciato con una ragazza. Eva, scossa dalla notizia, con nonchalance chiede chi fosse la ragazza, ma nessuno sembra saperlo. Ad interrompere la conversazione sono Martino e Giovanni: Eva abbraccia e bacia il fidanzato dicendogli che nel pomeriggio sarebbe andata a vedere lui e i suoi amici fare skateboard. Il ragazzo, sorpreso, sembra gradire l'iniziativa della fidanzata. Quando i due ragazzi si allontanano, Federica chiede se Martino ha la fidanzata e informa le sue amiche che ha una cotta per lui.
Lunedì 7 maggio 2018, ore 16:40: 
Eva è sugli spalti a guardare Giovanni e i suoi amici fare skateboard quando la raggiunge Martino. La ragazza, sentendosi molto in colpa per aver baciato Federico, sente il bisogno di sfogarsi con qualcuno perciò, essendo Martino il suo migliore amico, gli confessa tutto. Eva si fa promettere dal ragazzo di non dire niente a nessuno, poi gli chiede dei consigli e Martino le suggerisce di non dire né fare nulla in quanto un bacio di pochi secondi non è poi chissà quale tradimento, soprattutto se per lei non è significato niente. Eva ringrazia di cuore Martino.
Martedì 8 maggio 2018, ore 12:10: 
Eva raggiunge Silvia in corridoio per chiederle nuovamente se si è saputo con quale ragazza si è baciato Federico, ma Silvia risponde di no. Arriva poi Eleonora che è ansiosa di fare vedere loro cosa ha scoperto. Le ragazze si recano dietro il bagno dei maschi dove sulla parete sono incisi i nomi dei ragazzi di Villa affiancati da alcune crocette. Eleonora spiega che le "X" corrispondono a tutte le ragazze che si sono fatti. Silvia capisce finalmente di essere stata presa in giro da Edoardo e che per lui lei è stata solo una nottata di sesso. Sentendosi trattata come un trofeo se ne va amareggiata e delusa. Eva fissa le X sul nome Federico.
Mercoledì 9 maggio 2018, ore 15:24:
Eva è a casa a studiare quando decide di chiamare Federico per implorarlo di non dire niente di loro, ma non appena il telefono squilla, Giovanni suona alla porta; lei riattacca immediatamente. Mentre Eva sta parlando con Giovanni, Federico la richiama così, per non far insospettire il fidanzato, risponde facendo finta sia sua madre e dice che lo chiamerà in un altro momento. Eva e Giovanni si sdraiano sul divano e, parlando di droga; il ragazzo propone scherzosamente alla fidanzata di provare. Eva risponde decisa di no e Giovanni la bacia.
Giovedì 10 maggio 2018, ore 14:40: 
Le ragazze sono al bar, poco dopo arriva Silvia la quale annuncia alle amiche di voler affrontare Edoardo. Ad un tratto dal locale vedono il ragazzo con i suoi amici così Silvia, senza pensarci due volte, si alza e si precipita da lui. Il ragazzo accetta di ascoltarla: Silvia gli riferisce che sa delle "X" e che non ha il diritto di umiliarla in quel modo, ma Edoardo la interrompe ironizzando sul perché si trovasse dietro il bagno dei ragazzi. Silvia, umiliata ancora una volta, scappa. Subito dopo però interviene Eleonora che molto sicura di sé affronta Edoardo. Lo avvisa che insultare le ragazzine che si sono innamorate di lui non è un buon modo di avere la sua vendetta sul mondo perché non è colpa di quelle ragazze se in vita sua non ha mai ricevuto l'affetto che avrebbe voluto o se in passato è stato altrettanto umiliato; dopodiché se ne va ricordandogli che non è nemmeno così carino come crede visto che ha "dei capelli di mer**a". Edoardo non sembra prendersela a male, al contrario sembra molto colpito dalla verve e dalla sicurezza di Eleonora. 
Venerdì 11 maggio 2018, ore 13:20: 
Eva raggiunge le sue amiche fuori da scuola che la informano che Alice ha scoperto chi è la misteriosa ragazza che ha baciato il suo fidanzato alla festa. Eva ha un tuffo al cuore, non sa che fare e in quello stesso istante arriva Alice che le tira uno schiaffo. Scoppia così una rissa tra il gruppo di Eva e quello di Alice. Alla fine dei ragazzi riescono ad allontanare i due gruppi e Alice urla ad Eva di essere una t***a.

## Lo sanno tutti a scuola
Sabato 12 maggio 2018, ore 11:32: 
Eva é sotto casa di Giovanni e sta piangendo perché il ragazzo non le risponde al telefono. Ad un certo punto da casa di Giovanni esce Martino il quale dice ad Eva che ha provato a parlarci, ma non è servito a niente. Eva è disperata e Martino l'abbraccia per consolarla.
Lunedì 14 maggio 2018, ore 10:05: 
Suona la campanella della ricreazione. Giovanni, insieme a Martino ed Elia, esce dall'aula senza considerare Eva. Lei ci rimane male. In corridoio appaiono Silvia ed Eleonora che vanno subito ad abbracciarla. Silvia informa Eva che in giro circola voce che sia stata lei a provarci con Federico. Eva giura alle sue amiche che al contrario è stato lui. Ad un tratto arrivano Sara e Laura che scherniscono Eva, Eleonora prende subito le difese dell'amica, ma Laura replica dicendo che le passerà la voglia di difenderla quando rovinerà anche la sua vita. Eleonora e Silvia rimangono un po' perplesse così chiedono ad Eva a cosa si riferisse Laura, ma Eva, rimanendo sul vago, dice che è una storia vecchia.
Martedì 15 maggio 2018, ore 13:15: 
Eva è in bagno quando vede sul muro la scritta: "Eva tr**a"; nell'intento di cancellare l'insulto, la ragazza si taglia un dito. Torna poi a casa dove trova sua madre ad aspettarla. Quest'ultima è molto preoccupata per la figlia dal momento che la scuola l'ha chiamata per via della rissa scoppiata qualche giorno prima. Comincia una lite: la madre rimprovera la figlia per la sua cattiva condotta, mentre Eva rinfaccia alla madre di trascurarla. La madre, vedendo la figlia nel panico, abbassa i toni e chiede ad Eva di raccontarle tutto. Eva in preda ad una crisi si lascia scappare che il suo fidanzato, Giovanni, l'ha lasciata. La madre nel sentire il nome del ragazzo reagisce in maniera perplessa, ma Eva, imbarazzata e stizzita, se ne va.
Mercoledì 16 maggio 2018, ore 14:35:
Eva è seduta insieme ad Eleonora su una scalinata. Quest'ultima per risollevare l'animo dell'amica mette una canzone di Baby K e comincia a cantarla. Inaspettatamente vengono interrotte da Edoardo il quale in modo ironico fa dei complimenti ad Eleonora. Le ragazze, colte di sorpresa, rimangono di stucco. Edoardo flirta con Eleonora e le offre un passaggio a casa; lei rifiuta, prendendosi gioco del ragazzo e fingendo di non ricordarsi il suo nome. Edoardo quindi se ne va, ma non sembra voler desistere nell'intento di conquistare Eleonora.
Giovedì 17 maggio 2018, ore 16:57: 
Eva vuole parlare con Giovanni, perciò, dopo aver chiesto a Martino dove si trovasse, lo raggiunge ad Ostia. I due ragazzi si incontrano e cominciano a parlare. Eva spiega a Giovanni che a lei Federico non piace, ma che lo ha baciato solo perché credeva che lui le avesse messo le corna con Laura. Giovanni non è arrabbiato, ma deluso. Eva gli chiede scusa, ma lui non sembra volerla perdonare: il ragazzo non accetta che lei abbia baciato proprio Federico che, a suo dire, è uno st**zo che si diverte ad andare con tutte. Finisce dicendole di non capire più cosa vuole: se vuole davvero stare con lui oppure no. Eva vorrebbe rispondere, ma Giovanni le consiglia di pensarci e di riparlarsi quando l'avrà capito, dopodiché se ne va lasciando Eva in lacrime.
Venerdì 18 maggio 2018, ore 07:58: 
Eva ha perso l'autobus e sta correndo a scuola a piedi. Ad un certo punto si ferma Edoardo in auto e le offre un passaggio a scuola. Eva non può rifiutare perché alla prima ora ha un compito molto importante. Durante il tragitto, Edoardo le chiede come si chiama la sua amica che lo chiama Eduardo e Eva, esitante, risponde Eleonora Sava. Il ragazzo chiede anche se può avere il suo numero di telefono, ma Eva si rifiuta di darglielo.

## Se vi faccio a tutti così schifo
Lunedì 21 maggio 2018, ore 15:00: 
Le ragazze sono al bar e, incentivate da Sana, stanno provando un metodo alternativo per alleviare il mal di testa. Ad un tratto al tavolo si presenta Silvia che accusa Eva di uscire con Edoardo. La ragazza, capendo all'istante il fraintendimento, spiega all'amica che Edoardo le ha dato solamente un passaggio. Silvia insiste con le domande e le chiede che cosa si sono detti. Eva, non volendo deludere l'amica, omette il fatto che Edoardo abbia chiesto informazioni su Eleonora, perciò afferma di non ricordarselo. Silvia non le crede e perde la pazienza. Le altre ragazze le intimano di stare calma in quanto Eva non ha fatto niente di grave, ma Silvia dice di non fidarsi più della ragazza dal momento che ha scoperto che Eva e Laura erano migliori amiche fino a quando Eva non le ha fregato il fidanzato, Giovanni. Sana rimprovera Silvia di credere a quell’ipocrita di Laura piuttosto che ad Eva. Sana infatti confessa che alla festa a casa di Edoardo ha rovesciato l'acqua addosso a Laura perché quest'ultima aveva sbeffeggiato Silvia dandole l'appellativo di t**ia. Silvia, probabilmente risentita per aver incolpato più volte Sana di averle rovinato quella “famosa” serata, si blocca smarrita. Eva però rompe l'imbarazzo e conferma quello di cui Silvia l'ha accusata. Tra le ragazze piomba il silenzio; Eva, tra le lacrime, giura a Silvia che con Edoardo non c'è assolutamente nulla. Silvia non sa che rispondere perciò Sana la invita ad andarsene.
Martedì 22 maggio 2018, ore 14:43: 
Eva sta studiando quando le arriva un messaggio vocale di Federica. Quest'ultima le chiede se ha ricevuto l'invito per la festa di fine anno organizzata dalla scuola perché, a quanto pare, tutti l'anno ricevuta, tranne lei. Eva controlla e nemmeno lei ha ricevuto l'invito. Perciò videochiama Martino per chiedergli se l'hanno invitato e lui risponde di sì. Il ragazzo dice che probabilmente il motivo per cui lei e le sue amiche non sono state invitate è perché l'organizzatrice della festa, Maria Sorgato, è la migliore amica di Alice, la ragazza di Federico. Martino cerca di rincuorare l'amica spronandola ad andare anche senza invito. Eva però confessa al ragazzo la sua volontà di cambiare scuola dal momento che tutti la odiano e la insultano. Martino cerca di fare cambiare idea ad Eva utilizzando il metodo della psicologia inversa cioè sostenendo, falsamente, la volontà dell'amica; la ragazza ben presto però se ne accorge e lo fa notare a Martino il quale, alla fine, la incita a resistere e a combattere per farsi rispettare. 
Mercoledì 23 maggio 2018, ore 13:30:
Eva è in cortile e sta decidendo se andare a parlare con Maria Sorgato riguardo alla festa. Alla fine si fa coraggio e la raggiunge. Eva chiede a Maria di non escludere le sue amiche dalla festa perché loro non hanno niente a che fare con la sua reputazione. Maria, perplessa, non sa nemmeno chi sia Eva né tanto meno chi siano le amiche di cui parla; spiega che molta gente non ha ricevuto l'invito perché sul gruppo Facebook della scuola c'erano troppi imbucati perciò gli organizzatori sono stati costretti a smettere di inviare inviti. Eva, confusa, domanda a Maria se ce l'ha con lei per la storia di Federico, ma Maria, inaspettatamente, rincuora Eva dicendole che non ha fatto nulla di grave, che un bacio può non significare nulla e che negli anni a venire bacerà così tanti ragazzi che la “questione Federico", che adesso le sembra un dramma, le sembrerà una cosuccia da niente. 
Giovedì 24 maggio 2018, ore 14:03: 
Le ragazze, eccetto Silvia, salgono sull'autobus. Federica si vanta di essere arrivata a maggio senza neanche un voto in italiano ed elenca tutte le varie scuse che ha usato per eludere i professori ad interrogarla. Sana, scherzando, le dice che rischia la bocciatura, ma Federica è tranquilla in quanto su internet ha trovato un metodo di memorizzazione rapida che vuole mettere in pratica per poi offrirsi volontaria all'interrogazione. Mentre Sana cerca nel libro un argomento da chiedere a Federica per testare questo metodo mnemonico, Eleonora chiede se qualcuno ha sentito Silvia, ma tutte rispondono di no. Sana si dice preoccupata di essere stata troppo dura con Silvia; Eleonora non sembra convinta di ciò, ma Sana le fa notare che Silvia, per dire determinate cose, ha dimostrato di avere evidenti fragilità ed insicurezze. Le ragazze sembrano concordare su questo ed Eva per la prima volta chiede scusa alle sue amiche per non aver detto loro la verità su Laura: confessa di aver provato vergogna e di aver avuto paura di perderle. Le ragazze rassicurano l’amica e Sana aggiunge che Laura è l'ultima persona al mondo che può giudicare Eva in quanto al diciottesimo di Federico, l'ha vista uscire dal bagno degli uomini proprio con il ragazzo in questione. La notizia lascia Eva a bocca aperta.
Venerdì 25 maggio 2018, ore 13:15: 
Eva raggiunge Laura in corridoio, dicendole di voler parlare. La ragazza oppone resistenza perciò Eva minaccia di spifferare a tutti di lei e Federico. Laura è costretta a seguirla in bagno. Tra le lacrime Eva confessa a Laura di averla sempre ammirata. Per l'ennesima volta, Eva chiede scusa alla sua ex-amica per quello che le ha fatto. Confessa ancora di pentirsene, perché, anche se la storia tra lei e Giovanni era agli sgoccioli, non si meritava quello che le ha fatto; il pensiero di aver rovinato la loro amicizia la fa stare ancora molto male. Eva non chiede a Laura di perdonarla, ma di lasciarla vivere in pace senza scrivere sui muri che è una t**ia. Laura con le lacrime agli occhi dice ad Eva di non aver mai scritto sui muri insulti che la riguardassero dopodiché chiede come fa a sapere di lei e Federico. Proprio in quell’istante Alice passa davanti al bagno e, ascoltata la conversazione tra le due ragazze, si scaglia violentemente contro di loro. Eva, inaspettatamente, reagisce con molta decisione: urla ad Alice di stare con il don Giovanni della scuola e invece di prendersela con lui per i tradimenti, se la prende con tutte le ragazze che si fa. Alice si calma ed Eva, capendo di aver alzato un po' troppo i toni, le chiede scusa. Alice confessa di sapere che Federico è uno st****o, ma che nonostante ciò è innamorata di lui. Eva chiede da chi Alice abbia saputo del bacio e lei risponde dal fidanzato di Eva, ma la ragazza le fa notare che Giovanni lo ha scoperto dopo che è avvenuta la rissa. Alice, un po' confusa, dice che è stato un certo Martino, che era convinta fosse il ragazzo di Eva. Eva è scioccata e si rende conto che il suo migliore amico l'ha pugnalata alle spalle.

## Perché mi hai fatto una cosa del genere?
Sabato 26 maggio 2018 ore 11:20 Eva vuole a tutti i costi parlare con Martino; gli manda continui messaggi ai quali però lui non risponde. Decide così di presentarsi sotto casa sua, ma quando citofona a rispondere è Giovanni. Nonostante tutto quello che è successo Giovanni decide di scendere per spiegarle la situazione. Il padre di Martino se n'è andato di casa e la madre, già depressa, ha avuto un crollo mentale. Eva si dispiace e comprende perché Martino la sta ignorando. Giovanni si azzarda a chiedere come sta lei e dopo un po' di imbarazzo capiscono che questa loro separazione fa stare male entrambi. Senza aggiungere altro, si salutano e se ne vanno.
Lunedì 28 maggio 2018 ore 10:15 Mentre Eva si sciacqua le mani nel bagno della scuola sente che in un gabinetto qualcuno sta vomitando. Poco dopo da quello esce Silvia; Eva le chiede se sta bene e lei depista la conversazione scusandosi con l'amica per il suo comportamento avuto in precedenza. Inoltre sostiene di essere una persona detestabile, ma Eva le fa notare che manca a tutte le sue amiche e che è una brava persona. Silvia si allontana come se non avesse sentito.
Martedì 29 maggio 2018 ore 11:58 Eva consegna in anticipo la verifica perciò le è permesso uscire dalla classe. La raggiunge Giovanni che ironizza sulla faccenda. Eva chiede di Martino e Giovanni risponde che con tutto ciò che gli sta accadendo non è riuscito a studiare e quindi ha preferito rimanere a casa. In quel momento passano di lì Edoardo e Federico e quest'ultimo non appena vede la coppia esclama "Imbarazzo!". Giovanni perde le staffe e lo spintona, ma Federico ribatte. I due iniziano una rissa; interviene Edoardo che porta via il suo amico. Eva cerca di calmare Giovanni che innervosito se ne va.
Mercoledì 30 maggio 2018 ore 07:36 Eva sta aspettando l'autobus quando la raggiunge Alice. Eva è sorpresa e Alice le dice che prima era Federico ad accompagnarla a scuola ma adesso che lo ha lasciato deve arrangiarsi. Eva si congratula con lei. Alice si preoccupa per Eva e le chiede se è interessata a partecipare a una festa a sorpresa per una sua amica a tema femminista. Le chiede inoltre di invitare anche le sue amiche purché siano single e incazzate con il genere maschile. Eva accetta. 
Venerdì 1 giugno 2018 ore 21:35 Eva, Eleonora, Sana e Federica sono alla festa a tema femminista. Si stanno divertendo ma sentono la mancanza di Silvia. Decidono di scriverle ma la ragazza ignora i messaggi. Così filmano un video più convincente e scherzoso pregandola di andare. In quell'istante Eva vede sopra un furgone parcheggiato lì vicino Martino. Lo raggiunge e gli chiede come se la passa. Lui un po' titubante risponde meglio ed Eva per tirarlo su di morale lo informa che si è rimessa con Giovanni. La reazione di Martino è strana, e la giustifica dicendo che è un po' deluso dal fatto che Giovanni non glielo abbia detto. Però conclude sostenendo di essere felice in quanto ci tiene a loro. Eva a quel punto scoppia e sarcasticamente gli chiede se teneva a loro anche quando è andato a spifferare di lei e Federico ad Alice. Martino piomba nella vergogna e non riesce più a guardarla in faccia, ma dopo essere stato richiamato da Eva più volte le chiede come ha fatto in tutto quel tempo a non capire che lui prova qualcosa per lei. Eva si sente in colpa soprattutto perché Martino le fa notare tutte le volte in cui lei gli ha detto quanto amasse Giovanni, facendolo così stare male. In quel momento Sana chiama Eva informandola che alla festa è successo un casino e che deve raggiungerla. Eva si incammina ma prima Martino le chiede scusa. Quando arriva alla festa trova un gruppo di persone intorno a Silvia priva di sensi per aver bevuto troppo. Le ragazze decidono di portarla all'unica casa libera, ovvero quella di Eva, così da coprire l'amica dai genitori. Quando arrivano da Eva, Eleonora chiama il 118 per farsi spiegare le procedure per far rinvenire Silvia. Le ragazze l'aiutano a vomitare e così Silvia riprende conoscenza, ma la seconda volta vomita sul hijab di Sana. Eleonora, Eva e Federica mettono a letto Silvia e in quell'istante entra Sana senza il velo. Le ragazze si meravigliano dei suoi capelli e poi tutte insieme si mettono a letto. Quando Eleonora spegne la luce Silvia esordisce dicendo che ha bevuto per abortire, lasciando le amiche disorientate.

## Una scelta stupida
Sabato 2 giugno 2018 ore 11:23: Sana, Eva, Federica ed Eleonora stanno preparando la colazione. Ad un certo punto si presenta Silvia che saluta timidamente le amiche. Le ragazze si siedono poi al tavolo e cominciano a mangiare, ma Silvia non tocca cibo. Eleonora la incita a prendere un biscotto che, però, accetta solo dopo diverse insistenze. Silvia afferma di non ricordarsi nulla della notte appena trascorsa, le ragazze perciò la rassicurano, spiegandole che non è successo niente di grave e che ha vomitato giusto un pochino. La ragazza, imbarazzata, chiede scusa, ma Sana la consola, dicendole che tra amiche è normale aiutarsi e che senza di lei il loro gruppo non sarebbe lo stesso. A queste parole Silvia sembra rasserenarsi. Eleonora chiede quindi all'amica se è incinta e Silvia fa cenno di sì con la testa, mostrando alle amiche il test di gravidanza. Le ragazze rimangono spiazzate e Eleonora propone di tornare al consultorio. Silvia annuisce in segno di accordo.
Lunedì 4 Giugno 2018, ore 12:03: Eleonora e Eva sono in cortile quando vengono raggiunte prima dai ragazzi del teatro, che le invitano al saggio di fine anno, e poi da Edoardo; ancora una volta Eleonora si prende gioco del ragazzo, sbagliando appositamente il suo nome. Edoardo la avvisa che non basta ignorare i suoi messaggi per allontanarlo perché più lei fa la preziosa più lui la desidera. Eleonora gli chiede poi se ha finito e lui risponde di no dopodiché le dice che è bellissima. Eleonora rimane di stucco e Eva, vedendo l'amica in difficoltà, la strattona via dalla vista di Edoardo, il quale continua ad insistere affinché Eleonora gli conceda un appuntamento.
Martedì 5 giugno 2018, ore 14:23: Le ragazze accompagnano Silvia al consultorio. Dopo aver spiegato il motivo dell'appuntamento, Silvia porge alla dottoressa il test di gravidanza. Alla vista del test, il medico rassicura la ragazza dicendole che si tratta solamente di un test di ovulazione. Le ragazze tirano un sospiro di sollievo, ma Silvia, non essendo convinta, dice di presentare alcuni sintomi tipici della gravidanza; il medico perciò le tasta l'addome, riscontrando però solo un eccesso di aria, dovuta a una mancata alimentazione e a un consumo eccessivo di gomme da masticare. Mentre la dottoressa prescrive dei carboni attivi a Silvia, ad Eva arriva un messaggio da parte Martino, nel quale il ragazzo le chiede quando si possono vedere per parlarsi.
Mercoledì 6 giugno 2018, ore 16:45: Eva raggiunge Martino su di un ponte. Quest'ultimo implora Eva di non dire niente a Giovanni, la ragazza promette di farlo solo se lui le racconta tutta la verità. Il ragazzo quindi ammette di aver sempre saputo che Giovanni andava da Laura per fumare e che il giorno di Pasquetta sapeva che l'amico non era tornato a Roma per il fratello, ma per comprare l'erba. Eva è profondamente delusa in quanto si rende conto di essere stata presa in giro non solo dal fidanzato, ma anche dal suo migliore amico. La ragazza ancora, però, non capisce perché Martino, se voleva farla lasciare con Giovanni, non l'abbia spinta a dire la verità direttamente al ragazzo, piuttosto che incitarla ad andare a parlare con Laura. Martino risponde che se lei avesse detto a Giovanni di quel bacio di pochi secondi, lui l'avrebbe perdonata. Eva, scioccata, gli dice che è uno psicopatico, ma lui, piangendo, le riferisce che, anche se difficile da comprendere, non voleva farle del male. Eva inaspettatamente però, quasi scherzando, ringrazia Martino per averle fatto capire quello che ha provato Laura, l'anno prima, quando lei ha tradito la loro amicizia per mettersi con Giovanni, allora fidanzato con Laura. Dopodiché i due si riconciliano, abbracciandosi. Prima di andare, Eva vede Giovanni insegnare skateboard al fratellino; decide di chiamarlo e di proporgli di vedersi, il ragazzo accetta.
Giovedì 7 giugno 2018, ore 14:05: Eva e Giovanni si incontrano a casa della ragazza. I due cominciano a parlare della loro relazione in particolare della difficoltà, nei primi tempi, di confessarsi reciprocamente i propri sentimenti a causa di Laura. Eva dice di essersi messa con Giovanni perché lo voleva realmente e che per stare con lui ha rinunciato persino alla sua migliore amica quindi, quando il ragazzo l'aveva accusata di non sapere cosa volesse, aveva detto una stupidaggine perché Eva ha sempre saputo cosa desiderasse; per essere fedele a se stessa e ai propri sentimenti, si è sempre fregata di quello che la gente poteva pensare delle sue scelte, però riflettendoci a posteriori, ha capito che mettersi con Giovanni è stata una scelta stupida in quanto, a volte, pensare agli altri e alle loro opinioni non è necessariamente una cosa da deboli, ma talvolta, farlo, significa anche essere meno st***zi. Eva confessa inoltre che da una parte sperava che Giovanni la tradisse con la sua ex-migliore amica così si sarebbe sentita sollevata dalle ansie, dalle paranoie e dai sensi di colpa che da un anno provava nei confronti di Laura. Giovanni chiede perciò conferma alla ragazza del fatto che lo stia lasciando e lei risponde di sì. I due infine si abbracciano e fanno l'amore per l'ultima volta. 
Venerdì 8 giugno 2018, ore 21:34. Tutti gli studenti del liceo J. F. Kennedy sono alla festa di fine scuola. Dopo l'in bocca al lupo ai maturandi, tutti i ragazzi cantano insieme "I migliori anni". Eva, mentre canta, saluta da lontano Alice e Giovanni che sono alla festa con i loro rispettivi amici, dopodiché vede Martino e lo raggiunge. A quest'ultimo riferisce di essersi lasciata con Giovanni; lui sembra reagire con stupore, ma, improvvisamente, vengono interrotti da Eleonora, la quale sta cercando Silvia. Siccome entrambe le ragazze hanno il cellulare scarico, Martino offre il suo ad Eleonora per chiamare l'amica: la ragazza accetta l'offerta e si allontana per telefonare. Martino va a prendere qualcosa da bere e Eva viene raggiunta subito da Laura che l'abbraccia in segno di pace. Eva incontra poi Silvia, alla quale riferisce che Eleonora la sta cercando, ma, mentre stanno parlando, Edoardo le interrompe per chiedere scusa a Silvia del suo comportamento da immaturo, dandole anche un bacio sulla guancia. Silvia ne rimane sorpresa ed entusiasta allo stesso tempo perciò corre a dirlo a Fede e a Sana. Eleonora ritorna da Eva qualche istante dopo, Eva vorrebbe dirle subito di Edoardo, ma la ragazza sembra abbia qualcosa di più urgente da riferirle. Eleonora dice ad Eva che Martino, molto probabilmente, non è per lei che ha una cotta e poi le mostra le pagine web lasciate aperte dal ragazzo sul suo cellulare: siti di porno gay. Eva rimane a bocca aperta per la notizia del tutto inattesa. 